# Флавий Еквиций
Флавий Еквиций (на латински: Flavius Equitius) е политик и военен на Римската империя през 4 век.
През 364 г. той е трибун (tribunus scholae primae scutariorum), след това comes rei militari Illirico на Илирия, magister equitum et peditum в Илирия и помага на император Валент с информация за узурпатора Прокопий за Филопопулис, когото отстранява през 366 г. През 377 г. е на Дунав и се справя с квадите в Панония.
През 374 г. той е консул заедно с император Грациан. След това е comes Africae Romano e di Remigio и през 367 – 371 г. magister officiorum.